# USS Dace (SS-247)
Lo USS Dace (codice e numero d'identificazione SS-247) è stato un sommergibile della classe Gato, attivo con la United States Navy fino al 1954 e con la Marina Militare dell'Italia fino al 1973, con il nome di Leonardo da Vinci e il nuovo codice alfanumerico S 510. Rappresenta uno dei primi battelli in dotazione alle forze navali italiane dopo la conclusione della seconda guerra mondiale.

## Storia

### United States Navy
Il sommergibile Dace fu costruito presso i cantieri General Dynamics Electric Boat di Groton, nello Stato del Connecticut; battezzato con il nome inglese del genere di pesci Leuciscus, fu varato il 25 aprile 1943 e consegnato alla United States Navy il successivo 23 luglio. Lasciò le acque del Connecticut il 7 settembre 1943 per raggiungere Pearl Harbor il successivo 3 ottobre, prendendo parte alla prima missione diciassette giorni dopo e affrontando il 7 novembre il primo combattimento con il nemico. Fu autore dell'affondamento dell'incrociatore pesante giapponese Maya nelle fasi iniziali della complessa battaglia del Golfo di Leyte (23-25 ottobre 1944).
Con la fine delle ostilità come numerose altre unità venne posto nella riserva per rientrare in servizio l'8 agosto 1951 ed essere ricollocato nella riserva il 31 dicembre 1953. Il 15 gennaio 1954, l'unità entrò negli stabilimenti Portsmouth Naval Shipyard di Kittery nel Maine per essere sottoposta ad estensive modernizzazioni terminate il successivo 22 ottobre con gli aggiornamenti agli standard GUPPY.

### Marina Militare
Dopo avere imbarcato il personale italiano per un breve periodo di tirocinio, l'unità venne trasferita all'Italia il 31 gennaio 1955, con la formula del prestito quinquennale, nel quadro di un programma di assistenza militare. Allo scadere del quinquennio il prestito venne rinnovato per altri cinque anni e lo sarebbe stato in seguito per altre due volte. Ribattezzato con il nome di Leonardo da Vinci, il battello costituì con il gemello USS Barb rinominato a sua volta Enrico Tazzoli e con altre due unità che avevano prestato servizio nella Regia Marina durante il conflitto mondiale, i sommergibili Giada e Vortice, la forza subacquea italiana degli anni cinquanta. Il battello continuò a prestare servizio fino al disarmo avvenuto il 28 febbraio 1973 e la radiazione definitiva avvenuta il successivo 1º maggio.
In precedenza a portare il nome "Leonardo da Vinci" era stato un sommergibile della Regia Marina, che al comando del capitano di corvetta Gianfranco Gazzana Priaroggia ebbe il primato del tonnellaggio di naviglio nemico affondato durante la seconda guerra mondiale.
Prima ancora il nome era stato dato a una nave da battaglia della classe Conte di Cavour, affondata a Taranto durante la prima guerra mondiale
Successivamente il nome è stato dato a un sottomarino della classe Sauro, il Leonardo da Vinci (S 520).